# Jules Dufour (géographe)
Pour les articles homonymes, voir Dufour et Jules Dufour.
Jules Dufour, né en 1941 à Jonquière au Québec (Canada) et mort le 6 août 2017 à Québec, est un géographe. Il assume les fonctions de professeur et de chercheur au département des sciences humaines de l'Université du Québec à Chicoutimi depuis 1971.

## Biographie
Titulaire d’une maîtrise en géomorphologie et d'un doctorat en géographie de l'Université Laval, désigné expert ou commissaire sur des commissions d'enquête et consultant pour l'UNESCO, pour le Bureau international de la paix (BIP) et pour l'UICN, il est considéré comme un spécialiste dans le domaine de la conservation des ressources naturelles du Canada et du Québec. 
Le Ministère du Conseil exécutif du Québec le considère comme : « un véritable ambassadeur du Québec dans les domaines de l’environnement mondial, de l’évaluation des ressources naturelles, des aires protégées, de la mise en valeur des espaces nordiques, du désarmement, de la sécurité et de la paix. ». 
Jules Dufour est président du comité de coordination du Parc marin du Saguenay–Saint-Laurent depuis 2003 et membre de la Commission des Aires protégées de l'Union mondiale de la nature (UICN).
C'est un collaborateur régulier du groupe complotiste Centre de recherche sur la mondialisation de Montréal sur lequel il publie de nombreux articles.

## Publications
- Profil du Nord du Quebec, Volume 2, Office de planification et de développement du Québec, 1981, 224 pages.
- La militarisation du Québec - Option Paix, Été 1988, pp. 17-19.
- Le Nord. Une zone de paix et de coopération. Actes de la Conférence nordique de la paix. Montréal, Université de Concordia. Septembre 1989. 9 pages.
- L'éthique du développement : entre l'éphémère et le durable, acte du colloque international tenu les 16 et 17 avril 1993 à l'Université du Québec à Chicoutimi, Collection "Développement régional", Université du Québec à Chicoutim, 1995, 404 pages[4].
- L'ONU, 50 ans pour le développement, l'environnement et la paix : actes du colloque tenu dans le cadre du 63e Congrès annuel de l'Association canadienne française pour l'avancement des sciences (ACFAS), Université du Québec à Chicoutimi, 24 mai 1995. Groupe de recherche et d'intervention régionales, Congrès de l'Acfas, Universite du Quebec a Chicoutimi, Groupe de Recherche et d'Intervention Regionales, 1996, 54 pages[5].
- Les Inuits du Québec auront leur gouvernement autonome in.: Québec 2002. Annuaire politique, social, économique et culturel du Québec 2002. Montréal, Fides, pp. 350-357.
- La Boréalie. Caractéristiques et délimitation. Contribution au développement du Centre de conservation de la biodiversité boréale, Saint-Félicien. Rapport de recherche. Décembre 2002.
- Les Autochtones et la reconnaissance de leurs droits et de leurs valeurs culturelles. Février 2003. 11 pages[6].
- Le Nunavik, vers un gouvernement autonome. In.: Québec 2005. Annuaire politique, social, économique et culturel du Québec 2005. Montréal, Fides, pp. 625-632.
- L'Arctique, un espace convoité : la militarisation du Nord canadien, in Géopolitique et militarisation du grand Nord canadien (Première partie), 2007.

## Honneurs
- 1995 : Prix Canada Goose d’Environnement Canada
- vers 2000 : Partenaire essentiel pour sa contribution à la protection et à la mise en valeur de la faune et de ses habitats, éléments essentiels de la biodiversité du Québec remis par la Fondation de la faune du Québec[7]
- 2000 : Certificat de mérite environnemental Gens d’action[7]
- 2007 : Chevalier de l'Ordre national du Québec[8]